# Isolation (álbum)
Isolation es el quinto álbum de estudio de la banda de rock, Toto, publicado el 18 de octubre de 1984. Este fue uno de los dos álbumes de la banda con Fergie Frederiksen como principal vocalista (el otro es el de la banda sonora de la película Dune). Frederiksen cantó siete de los diez temas del álbum, sustituyendo a Bobby Kimball, el vocalista habitual de Toto, mientras la banda estaba en pleno proceso de grabación del disco. Kimball cantó en algunas de las canciones antes de la terminación del álbum, pero distintas fuentes difieren sobre el número real, ya que Kimball habla de "la mayoría del álbum", mientras que David Paich y Steve Lukather dicen que sólo 3 o 4 canciones. La voz de Kimball se puede escuchar en los coros del sencillo "Stranger In Town". Isolation no alcanzó la popularidad de su predecesor, Toto IV, aunque logró llegar a disco de oro y situarse en el puesto 17 de los mejores álbumes de 1984. Pocas canciones de este álbum se tocaron en directo en 1985 en el Isolation World Tour. De "Lion" se grabó una maqueta (demo) con Kimball en la voz principal, antes de ser grabada con Frederiksen.

## Historia
En 1984, el cantante Bobby Kimball es despedido de la banda por problemas personales con el grupo. Tras la retirada de Bobby y David Hungate se le propuso el puesto de vocalista a Richard Page (componente del grupo Mr. Mister), pero éste rechazó la oferta para continuar con su banda. Finalmente fue Dennis Frederiksen quien ocupó dicho puesto. A finales de 1984, Toto publicó su quinto álbum (sin tener en cuenta el de la banda sonora de la película Dune) llamado Isolation, el cual no fue bien recibido por la crítica, aunque en las listas de popularidad se situó en el puesto número 8 en los países nórdicos y en Japón alcanzó el número 2.
Su primer sencillo fue "Stranger in town", al que siguió "Holyanna". Antes de separarse, Bobby cantó algunos temas del disco, entre ellos "Stranger in town". Isolation no logró el éxito de Toto IV, aunque llegó a ser disco de oro, y del álbum no se extrajo ningún sencillo importante, salvo el antedicho "Stranger In town", si bien "Holyanna" es un gran tema injustamente infravalorado.
Un dato curioso acerca del vídeo grabado para el tema "Stranger In town" es que en él aparece el actor Brad Dourif, quien había actuado en la película Dune, dirigida por el realizador David Lynch, en cuya banda sonora había participado Toto.
El "Isolation Tour" comenzó en febrero de 1985 y concluyó tres meses después. En ese año tuvo lugar un acontecimiento histórico protagonizado por muchos grupos y solistas de la música pop que colaboraron en un proyecto llamado USA for Africa, en el que Toto participó a nivel instrumental, haciéndose acompañar por la Orquesta Sinfónica de Viena.

## Lista de canciones
| Isolation |                    |                                                                             |                     |          |  |
| N.º       | Título             | Escritor(es)                                                                | Voces Principales   | Duración |  |
| 1.        | «Carmen»           | David Paich, Jeff Porcaro                                                   | Paich y Frederiksen | 3:25     |  |
| 2.        | «Lion»             | David Paich, Bobby Kimball                                                  | Fergie Frederiksen  | 4:46     |  |
| 3.        | «Stranger In Town» | David Paich, Jeff Porcaro                                                   | David Paich         | 4:47     |  |
| 4.        | «Angel Don't Cry»  | David Paich, Fergie Frederiksen                                             | Fergie Frederiksen  | 4:21     |  |
| 5.        | «How Does It Feel» | Steve Lukather                                                              | Steve Lukather      | 3:50     |  |
| 6.        | «Endless»          | David Paich                                                                 | Fergie Frederiksen  | 3:40     |  |
| 7.        | «Isolation»        | Steve Lukather, David Paich, Fergie Frederiksen                             | Fergie Frederiksen  | 4:04     |  |
| 8.        | «Mr. Friendly»     | Steve Lukather, David Paich, Jeff Porcaro, Fergie Frederiksen, Mike Porcaro | Fergie Frederiksen  | 4:22     |  |
| 9.        | «Change Of Heart»  | David Paich, Fergie Frederiksen                                             | Fergie Frederiksen  | 4:08     |  |
| 10.       | «Holyanna»         | David Paich, Jeff Porcaro                                                   | David Paich         | 4:19     |  |
| 41:42     |                    |                                                                             |                     |          |  |

## Componentes
- Dennis Frederiksen - Coros y voz principal en pistas 1, 2, 4, 6-9
- Steve Lukather - Guitarra, coros y voz principal en "How Does It Feel"
- David Paich - Teclados, coros, voz principal en pistas 3 y 10 y Co-voz principal en pista 1
- Steve Porcaro - Teclados Sonidos Electrónicos
- Mike Porcaro - Bajo
- Jeff Porcaro - Batería y percusión
- Bobby Kimball Coros Adicionales
- Orquesta Sinfónica de Londres

## Sencillos
- Stranger In Town / Change Of Heart (#37)
- Holyanna / Mr. Friendly (#60)
- Angel Don't Cry
- How Does It Feel / Mr. Friendly (#65)
- Endless / Isolation